# Долгое (Кличевский район)
До́лгое (бел. Доўгае, Доўгая) — агрогородок в Долговском сельсовете Кличевского района Могилёвской области. Административный центр сельсовета.

## География

### Расположение
В 60 км от Могилёва, в 20 км от железнодорожной станции Друть (железная дорога Могилев — Осиповичи).

### Водная система
Река Должанка, приток Друти.

## История
Первое упоминание — 1499 г. В 1863 году открыто народное училище. В 1891/1892 учебном году его посещали 20 мальчиков и 3 девочки, в 1905/1906 учебном году — 41 ребёнок.

## Население
- 2019 год — 370 человек.

### Динамика
- 1738 год — 10 дворов.
- 1775 год — 35 дворов.
- 1870 год — 198 жителей мужского пола.
- 1885 год — 566 жителей.
- 1887 год — 107 дворов.
- 1897 год — 904 жителя.
- 1909 год — 146 дворов.
- 1917 год — 179 дворов, 1101 житель.
- 1940 год — 199 дворов.